# Wollunqua
 (novembre 2024).
Si vous disposez d'ouvrages ou d'articles de référence ou si vous connaissez des sites web de qualité traitant du thème abordé ici, merci de compléter l'article en donnant les références utiles à sa vérifiabilité et en les liant à la section « Notes et références ».
Dans la mythologie aborigène, Wollunqua (encore écrit Wollunka ou Wollunkua) est un dieu-serpent de la pluie et de la fertilité du peuple Warumungu dans le Territoire du Nord, en Australie. Il mesure plusieurs kilomètres de long. Il émergea d'une source appelée Kadjinara dans les montagnes Murchison. Il peut placer l'arc-en-ciel dans le ciel à volonté.

## Autres noms
Lorsque le serpent Wollunqua est évoqué en public, le nom Urkulu Nappaurinnia est utilisé car s'il était appelé trop souvent par son vrai nom, tout contrôle sur lui serait perdu, Wollunqua sortirait alors du sol et dévorerait tous ceux présent.

## Mythe
Wollunqua est un ancêtre totémique du peuple Warumungu (en) (dit aussi Warramunga), en particulier la partie Uluuru de la tribu. Parmi la tribu Warramunga, les totems serpents sont d'une importance considérable, la grande majorité des individus de la moitié Uluuru appartenant soit aux totems Wollunqua, Thalaualla (serpent noir) ou Tjudia (serpent sourd) ; mais en même temps, le Wollunqua est sans aucun doute le plus important et est considéré comme le grand-père de tous les serpents.
Wollunqua est originaire d'un certain endroit à l'époque de Wingara et a erré à travers le pays. Il est parti du point d'eau Kadjinara dans la partie supérieure d'une gorge rocheuse dans la chaîne de Murchison (en), et a voyagé de là vers l'ouest. Une autre tradition dit qu'il se leva et essaya de descendre dans la terre pour retourner à Thapauerlu, mais ne put le faire jusqu'à ce qu'il atteigne un endroit appelé Ununtumurra, où il réussit enfin, et, plongeant, retourna sous terre, à Thapauerlu, où il vit depuis.
Partant vers l'est, il a d'abord voyagé sous terre, arrivant à divers endroits où il a effectué des cérémonies et a laissé un grand nombre d'enfants spirituels, formant des centres totémiques locaux lorsqu'il est décédé. Il y a onze lieux qui lui sont particulièrement associés en rapport avec ses pérégrinations. Le premier s'appelle Pitingari. Ici, il y a un point d'eau où le vieux Wollunqua serait sorti de terre et aurait regardé autour de lui. Voyageant toujours sous terre, le Wollunqua atteignit et s'arrêta à un endroit appelé Antipataringa. D'Antipataringa, le Wollunqua, voyageant toujours sous terre, se rendit à Tjunguniari, et là il sortit et se promena parmi les dunes ou, plus précisément, la tête du corps sortit: il était en effet si long que bien qu'il eût voyagé à de très nombreux kilomètres de chez lui à Kadjinara, sa queue y est toujours restée. Le dernier endroit de ses pérégrinations, Ununtumurra, est particulièrement important dans les cérémonies de Wollonqua.